# Gaîté (stanice metra v Paříži)
Gaîté je nepřestupní stanice pařížského metra na lince 13 ve 14. obvodu v Paříži. Nachází pod Avenue du Maine, pod kterou vede linka 13, u křižovatky s ulicemi Rue Vercingétorix a Rue de la Gaîté.

## Historie
Stanice byla otevřena 21. ledna 1937 při zprovoznění tehdejší linky 14 ze stanice Porte de Vanves do Bienvenüe. 9. listopadu 1976 linka 14 zanikla, neboť byla spojena s linkou 13.

## Název
Jméno stanice je odvozeno od názvu ulice Rue de la Gaîté. Je to stará polní cesta zmiňovaná již v roce 1730, později úsek silnice vedoucí od hradeb ve čtvrti Montparnasse do města Clamart. „Gaîté“ znamená radostný, veselý a jedná se o pomístní název podle mnoha restaurací a kabaretů, které kolem silnice vznikly.

## Vstupy
Stanice má několik východů na Avenue du Maine u domů č. 73, 77, 78 a 82 a přímý vstup do obchodního centra Gaîté Montparnasse.

## Zajímavosti v okolí
- Hřbitov Montparnasse